# Saint-Jean-Lherm
Saint-Jean-Lherm – miejscowość i gmina we Francji, w regionie Oksytania, w departamencie Górna Garonna.
Według danych na rok 1990 gminę zamieszkiwały 233 osoby, a gęstość zaludnienia wynosiła 29 osób/km² (wśród 3020 gmin regionu Midi-Pireneje Saint-Jean-Lherm plasuje się na 830. miejscu pod względem liczby ludności, natomiast pod względem powierzchni na miejscu 1244.).